# Linothele
Linothele Karsch, 1879 è un genere di ragni appartenente alla Famiglia Dipluridae.

## Caratteristiche
È uno dei generi della sottofamiglia Diplurinae che non possiede un organo liriforme. Differisce dal genere Metriura Drolshagen & Bäckstam, 2009 perché ha una piccola sutura nei pressi dello sterno e per la parte basale del metatarso che nei maschi non è distintamente curvata.

## Distribuzione
Le 22 specie note di questo genere sono diffuse in America meridionale, principalmente in Brasile (6 specie), in Ecuador (5 specie) e in Colombia (4 specie).

## Tassonomia

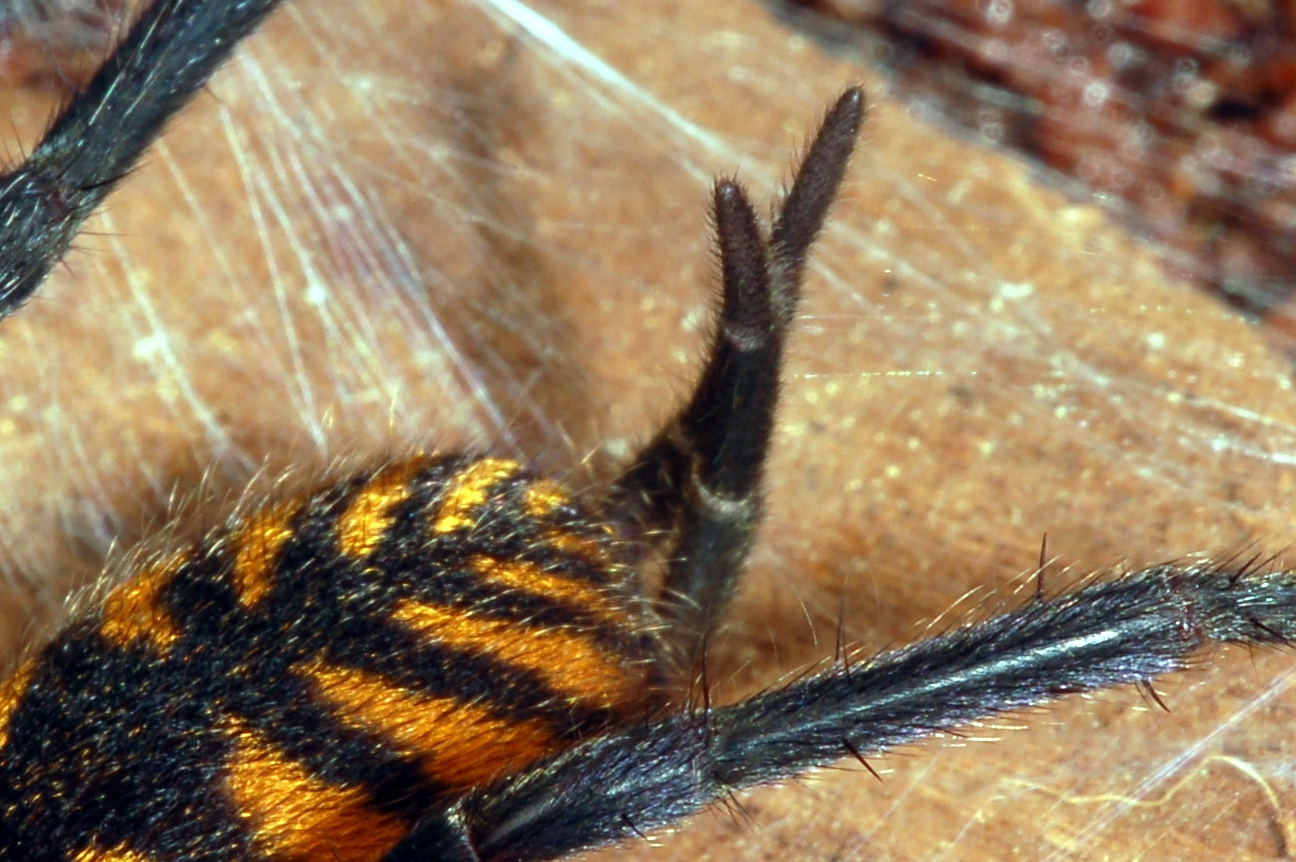
Particolare della doppia coda di questo esemplare di Linothele fallax

Considerato inizialmente un sinonimo posteriore di Diplura C. L. Koch, 1850, da un lavoro dell'aracnologo Raven del 1980, venne rimosso da questa sinonimia a seguito di un altro studio di Raven del 1985.
In questo lavoro considerò il genere un sinonimo anteriore di Uruchus Simon, 1889, e correttamente analizzò la posizione tassonomica di tutte le specie del genere Diplura tranne D. brachythele Mello-Leitão, 1937, D. dolichosternum Mello-Leitão, 1938 e D. macrura (C. L. Koch, 1842).
Attualmente, a giugno 2012, si compone di 22 specie:
- Linothele aequatorialis (Ausserer, 1871) — Colombia, Ecuador
- Linothele annulifila (Mello-Leitão, 1937) — Brasile
- Linothele bicolor (Simon, 1899) — Brasile
- Linothele cavicola Goloboff, 1994 — Ecuador
- Linothele cousini (Simon, 1889) — Ecuador
- Linothele cristata (Mello-Leitão, 1945) — Brasile
- Linothele curvitarsis Karsch, 1879[3] — Venezuela
- Linothele dubia (Caporiacco, 1947) — Guyana
- Linothele fallax (Mello-Leitão, 1926) — Brasile
- Linothele gaujoni (Simon, 1889) — Ecuador
- Linothele gymnognatha (Bertkau, 1880) — Brasile
- Linothele jelskii (F. O. P.-Cambridge, 1896) — Perù
- Linothele keithi (Chamberlin, 1916) — Perù
- Linothele longicauda (Ausserer, 1871) — Ecuador
- Linothele macrothelifera Strand, 1908 — Colombia
- Linothele megatheloides Paz & Raven, 1990 — Colombia
- Linothele melloleitaoi (Brignoli, 1983) — Colombia
- Linothele monticolens (Chamberlin, 1916) — Perù
- Linothele paulistana (Mello-Leitão, 1924) — Brasile
- Linothele sericata (Karsch, 1879) — Colombia
- Linothele sexfasciata (Schiapelli & Gerschman, 1945) — Venezuela
- Linothele soricina (Simon, 1889) — Venezuela

### Sinonimi
- Linothele bitaeniata (Mello-Leitão, 1941); esemplari riconosciuti in sinonimia con L. aequatorialis (Ausserer, 1871) a seguito di un lavoro degli aracnologi Bücherl, Timotheo e Lucas del 1971, attraverso l'analisi di esemplari all'epoca considerati appartenenti al genere Diplura[2].
- Linothele borgmeyeri (Mello-Leitão, 1924); esemplari riconosciuti in sinonimia con L. gymnognatha (Bertkau, 1880) a seguito di un lavoro degli aracnologi Bücherl, Timotheo e Lucas del 1971, attraverso l'analisi di esemplari all'epoca considerati appartenenti al genere Diplura[2].
- Linothele nigerrima (Mello-Leitão, 1941); esemplari riconosciuti in sinonimia con L. aequatorialis (Ausserer, 1871) a seguito di un lavoro degli aracnologi Bücherl, Timotheo e Lucas del 1971, attraverso l'analisi di esemplari all'epoca considerati appartenenti al genere Diplura[2].

### Omonimie sostituite
- Linothele maculata (Mello-Leitão, 1941); questo esemplare, inizialmente denominato Diplura maculata Mello-Leitão, 1941, è stato ridenominato in quanto esisteva già Diplura maculata Thorell, 1890; in seguito ad un lavoro di Brignoli del 1983 è stata ridenominata come L. melloleitaoi (Brignoli, 1983)[2].